# W19 (ядерний артилерійський снаряд)
W19, також відомий як Katie — американський снаряд ядерної артилерії, був подальшою розробкою снаряду W9. Снаряди W19 вистрілювалися зі спеціальної 11-дюймової гаубиці. Вперше його було представлено у 1955 і списано у 1963.

## Специфікації
Калібр W19 становив 28 см, довжина — 140 см а вага була 270 кг. Вибух дорівнював 15-20 кілотоннам у тротиловому еквіваленті і відносився як і його попередник W9, до ядерних гарматних снарядів.

## Варіант

### W23
Ядерна система W19 під калібр флоту США 406 мм для корабельних гармат з назвою W23. Виробництво W23 було розпочато у 1956 і знаходилися вони на службі до 1962, всього було створено 50 одиниць.
Калібр W23 становив 406 мм, довжина 160 см, вага коливалася від 680 до 860 кг за різними джерелами. Вибух як і у W19, дорівнював 15-20 кілотоннам.